# Lituolidae
Lituolidae es una familia de foraminíferos bentónicos de la superfamilia Lituoloidea, del suborden Lituolina y del orden Lituolida. Su rango cronoestratigráfico abarca desde el Misisípico (Carbonífero) hasta la Actualidad.

## Discusión
Clasificaciones previas incluían Lituolidae en el suborden Textulariina del orden Textulariida, o en el orden Lituolida sin diferenciar el Suborden Lituolina.

## Clasificación
Lituolidae incluye a las siguientes subfamilias y géneros:
- Subfamilia Ammomarginulininae
  - Agardhella †
  - Ammobacularia †
  - Ammobaculites
  - Ammomarginulina
  - Ammotium
  - Discamminoides †
  - Eratidus
  - Haymanella †
  - Kutsevella †
  - Lamina †
  - Ostiobaculites †
  - Sculptobaculites †
  - Simobaculites †
- Subfamilia Flabellammininae
  - Ammopalmula †
  - Flabellammina †
  - Pterammina †
  - Triplasia
- Subfamilia Lituolinae
  - Atactolituola †
  - Bulbobuccicrenata †
  - Kolchidina †
  - Lituola
- Subfamilia Ammoastutinae
  - Ammoastuta
  - Praeammoastuta †

Otro género asignado a Lituolidae y clasificado actualmente en otra familia es:
- Tekkeina, ahora en la familia Nezzazatidae

Otros géneros considerados en Lituolidae son:
- Ammovaginulina de la subfamilia Ammomarginulininae, aceptado como Ammotium
- Centenarina de la subfamilia Flabellammininae, aceptado como Triplasia
- Cribrospirella de la subfamilia Lituolinae, aceptado como Lituola
- Evobaculites † de la subfamilia Ammomarginulininae, aceptado como Sculptobaculites
- Frankeina de la subfamilia Flabellammininae, aceptado como Triplasia
- Lituolites de la subfamilia Lituolinae, aceptado como Lituola
- Pseudolituola † de la subfamilia Lituolinae,  no aceptado por ser nomen nudum
- Rhabdogonium de la subfamilia Flabellammininae, aceptado como Triplasia
- Tetraplasia de la subfamilia Flabellammininae, aceptado como Triplasia